# Cupa Balcanilor 1936
Cupa Balcanilor 1933 a fost a șaptea ediție a Cupei Balcanice. La ea au luat parte echipele naționale ale României, Greciei și Bulgariei. România a câștigat trofeul, din postura de gazdă, oferind și golgheterul competiției, Schwartz, care a marcat 4 goluri.